# Swooping

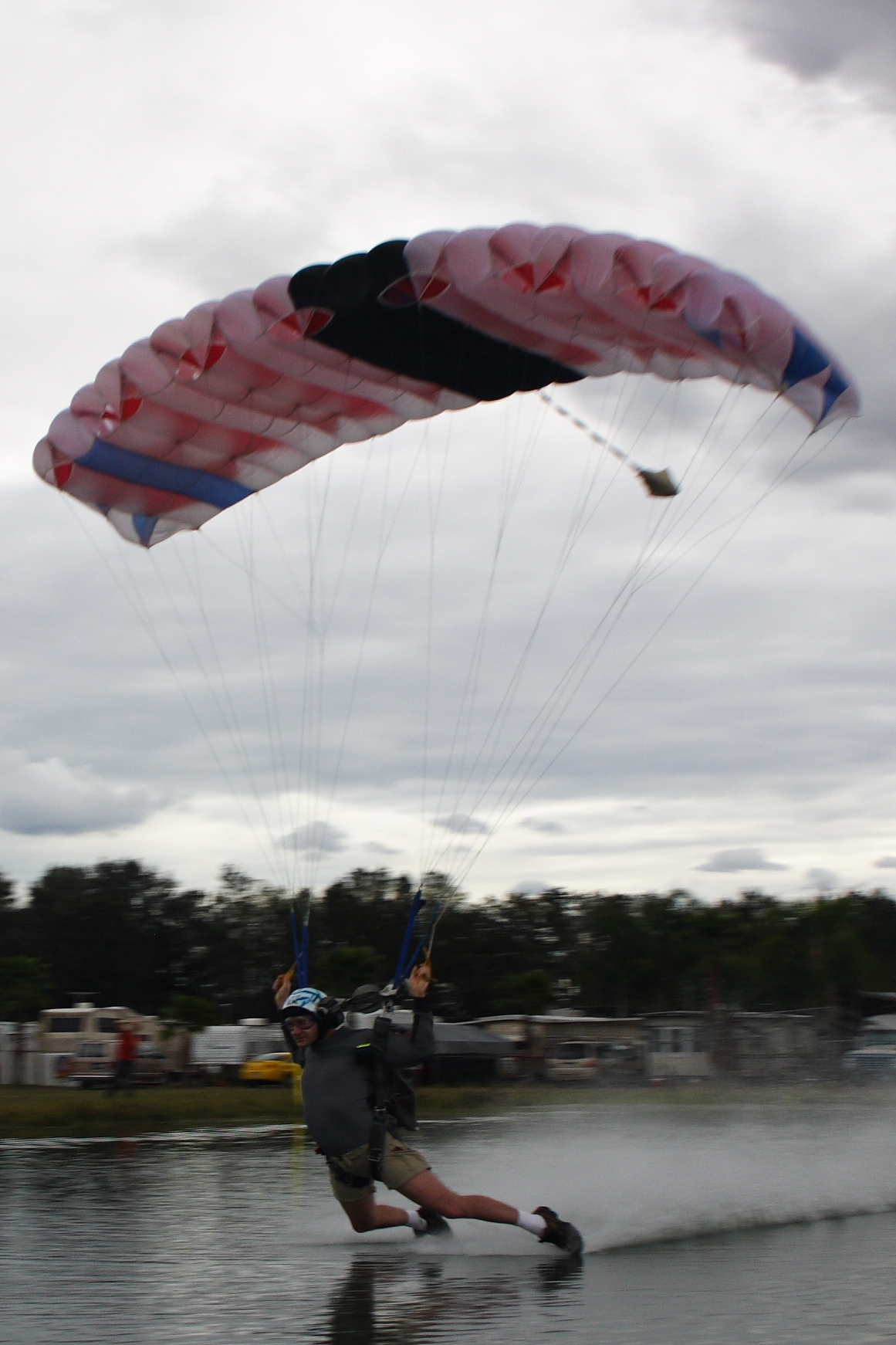
Swooper

Swooping [swuːpɪŋ] (von englisch to swoop – „herabschießen“) (bzw. Canopy Piloting) ist eine vergleichsweise junge Disziplin im Fallschirmsport, die durch Weiterentwicklungen im Fallschirmdesign möglich wurde. Beim Swooping werden teilweise sehr kleine (6–10 m² bzw. 65–110 ft²) und agile Hochleistungsfallschirme durch eine Drehung beschleunigt. Diese Drehung beginnt in 200 bis 350 Metern Höhe. Der Fallschirmspringer erreicht dabei eine Vertikalgeschwindigkeit von 120 km/h und mehr. Die so aufgenommene Vertikalgeschwindigkeit nimmt man dann in einen langen, horizontalen Gleitflug, den „Swoop“, mit. Je nach Windstärke beträgt die Geschwindigkeit bis zu 150 km/h direkt über dem Boden.
Swooping wird oft über künstlichen Wasseroberflächen, sogenannten Ponds, ausgeführt. Dabei kann man das Wasser mit den Beinen und Füßen, aber auch den Händen berühren. In Deutschland gibt es nur noch einen Swooppond. Dieser befindet sich in Roitzschjora bei Leipzig (Skydive Leipzig). Natürlich kann man auch auf Seen oder über der Erde swoopen.

## Swooping als Wettkampfdisziplin

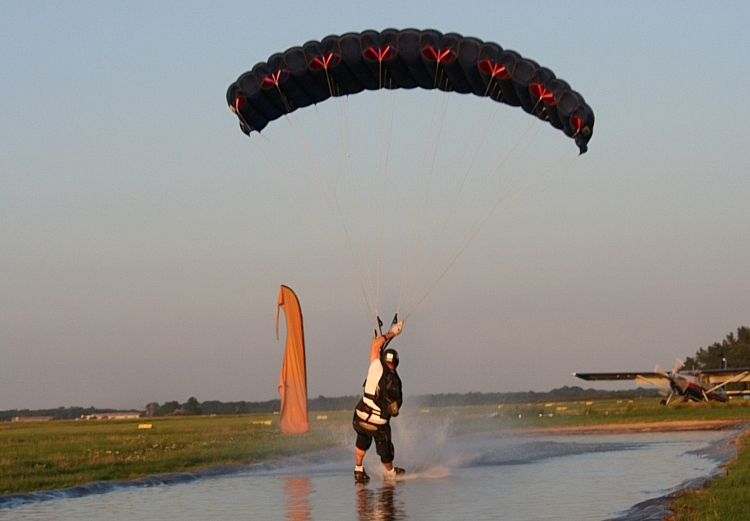
Blindman

Als Wettkampfdisziplin hat sich das Canopy Piloting mittlerweile etabliert. Neben jährlich stattfindenden Offenen Deutschen Meisterschaften und Weltmeisterschaften, ist das Swooping auch bei den World Games und World Air Games vertreten. Offizielle Wettkämpfe nach den FAI-Regeln sind aufgeteilt in die Disziplinen Distance, Accuracy und (Carving-)Speed. Gewinner ist der Springer mit den meisten Punkten:
Distance (Weite): Eine 1,5 m hohe und 10 m breite Lichtschranke muss durchflogen werden. Dieses so genannte Eingangstor („gate“) ist der Nullpunkt. Der Punkt des ersten Kontakts mit der Oberfläche wird als Landepunkt gewertet und seine Entfernung zum Nullpunkt gemessen. Der aktuelle Weltrekord liegt bei 169,6 m.
Speed (Geschwindigkeit): Wieder muss die Lichtschranke durchflogen werden. In dieser Disziplin befindet sich nun jedoch eine weitere Lichtschranke in einer 75°-Kurve in 70 m Entfernung. Auch dieses Ausgangstor muss durchflogen werden. Das Ergebnis dieses Sprunges ist die Zeit, welche man brauchte, um beide Tore zu durchfliegen. Der aktuelle Weltrekord liegt bei 2,33 s.

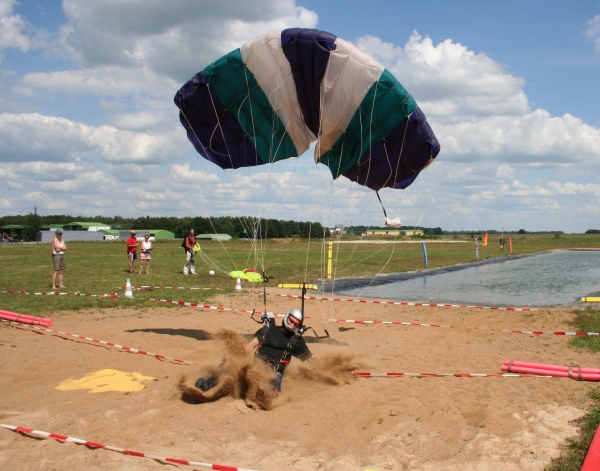
Zone Accuracy Landung

Accuracy (Genauigkeit): Hier muss man das Wasser berühren um Punkte zu sammeln. Insgesamt kann man an vier Stellen auf dem Wasser Punkte sammeln. Trifft man alle vier Wassertore, hat man 100 Punkte. Hinter dem Wasser sind Landezonen aufgebaut, die zusammen 34 m lang sind und einen negativen Punktwert besitzen. Man erhält dann die (negativen) Punkte für die zuerst berührte Landezone. Nur in einer 2 × 2 m kleinen Zone bekommt man keine Punkte abgezogen.

## Freestyle
Eine weitere, vor allem für das Publikum spektakuläre, Art des Swoopens ist das Freestyle-Swooping. Der Fallschirmspringer kann hier während des Kontaktes mit der Wasseroberfläche vorher festgelegte Tricks ausführen. Lehnt er zum Beispiel seinen Oberkörper nach vorne, so dass er mit dem Kopf fast die Wasseroberfläche berührt, macht er einen Superman. Dreht er sich um 180° in seinem Fallschirmgurtzeug, nennt man dies Blindman. Es gibt noch weitere Tricks, die miteinander kombiniert werden können. Im Wettkampf wird der Schwierigkeitsgrad des gezeigten Tricks mit der Qualität seiner Ausführung multipliziert.